# San Torcuato
San Torcuato es un municipio de la comunidad autónoma de La Rioja (España) situado en el alto del Valpierre. Una gran llanura situada entre los valles del Ebro, Oja, Najerilla y Tuerto. Es una de las históricas catorce villas que conformaban la Junta del Valpierre.

## Historia
La primera mención documental de la villa data de 1137, año en el cual se dicta una sentencia a favor del obispo de Calahorra en la cual firma, entre otros muchos testigos, Orti Ortiz de Villaporquera. Por el nombre de  Villaporquera es denominada la localidad desde el siglo XII hasta el siglo XVI, en alusión a la abundante caza de jabalíes.
Así, en el año 1164, Diego Díaz de Velasco y su mujer doña Endorquina donaban al monasterio de San Millán de la Cogolla la hacienda que tenían en Villaporquera. Poco más tarde, en una nueva donación de terrenos realizada por la vecina de Zarratón, Endera Enderela, se le menciona otra vez. Y dos años después se documenta una tercera mención en la venta de una casa al arcediano de la iglesia de Santo Domingo.
Fue villa de realengo con alcalde ordinario y tuvo voto en la Junta de Valpierre. El cambio de nombre se produjo a comienzos de siglo XVII, en honor a Torcuato de Acci, el primero de los siete varones apostólicos a los que se atribuye la evangelización de la Bética en el siglo I.

## Geografía humana

### Demografía
Cuenta con una población de 64 habitantes (INE 2024).
| Gráfica de evolución demográfica de San Torcuato entre 1842 y 2021                                                                                               |
| |
| Población de derecho según los censos de población del INE Población de hecho según los censos de población del INEEn este censo se denominaba Santorcuato: 1842 |

### Población por núcleos
Desglose de población según el Padrón Continuo por Unidad Poblacional del INE.
| Núcleos                      | Habitantes (2013) | Varones | Mujeres |
| ---------------------------- | ----------------- | ------- | ------- |
| San Torcuato                 | 77                | 43      | 34      |
| Casas Blancas                | 0                 | 0       | 0       |
| Santa Gertrudis (despoblado) | 0                 | 0       | 0       |

## Economía

### Evolución de la deuda viva
El concepto de deuda viva contempla sólo las deudas con cajas y bancos relativas a créditos financieros, valores de renta fija y préstamos o créditos transferidos a terceros, excluyéndose, por tanto, la deuda comercial.
| Gráfica de evolución de la deuda viva del ayuntamiento entre 2008 y 2014                             |
| |
| Deuda viva del ayuntamiento en miles de Euros según datos del Ministerio de Hacienda y Ad. Públicas. |

La deuda viva municipal por habitante en 2014 ascendía a 6.450,86 €.

## Patrimonio

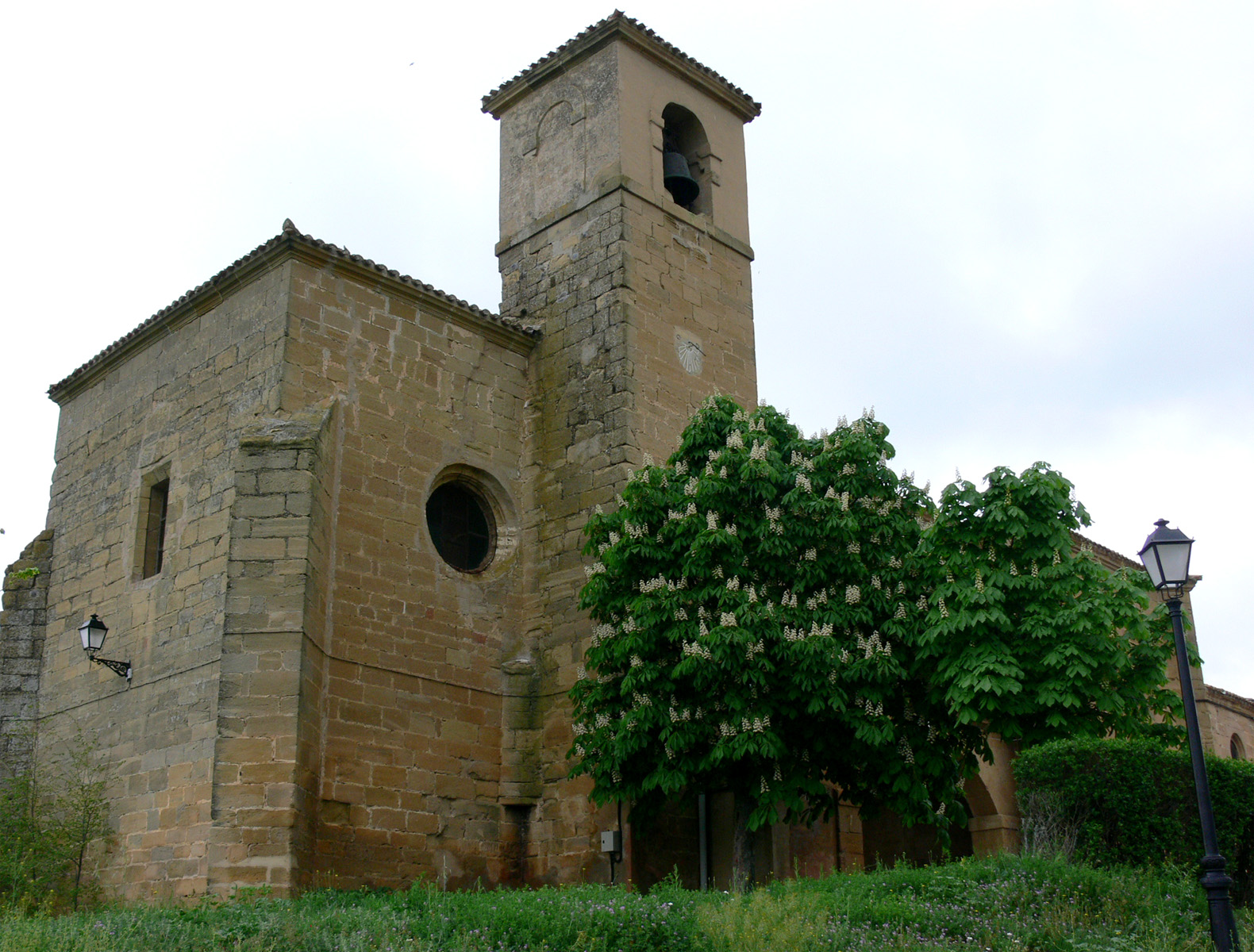
Iglesia de San Pablo.

- Iglesia de San Pablo: iglesia renacentista de los siglos XV y XVI. Se trata de un edificio de sillería con una nave de dos tramos, crucero y cabecera rectangular que comenzó a realizarse en el siglo XV y que se concluyó en el siglo XVI. La mencionada estructura se completa con un coro alto con balaustrada de piedra a los pies del templo y con el ingreso, que se realiza bajo un pórtico rematado con un arco rebajado. El mal estado de la torre original del templo motivó que a mediados del siglo XVII se proyectase una reforma que incluyó el derribo del inicial cuerpo de campanario, la reafirmación del fuste de sillería y la construcción de un nuevo campanario en ladrillo con cubierta a cuatro aguas. El proyecto fue llevado a cabo en 1654 por el cantero Pedro Ezquerra de Rojas. Una impresionante imagen gótica de Cristo en la cruz, tallado en madera de tamaño natural, destaca en el interior por su expresividad. Además, el templo cuenta con un bello retablo mayor realizado por Santiago del Amo a mediados del siglo XVIII; consta de zócalo, cuerpo de tres calles y ático y, entre su imaginería, destacan las figuras de San Pablo y de la Inmaculada Concepción.[4]
- Ermita de Santa Gertrudis: Se sitúa al este de la localidad, en el kilómetro 8 de la LR-207, y que da nombre al caserío que la rodea. Su planta tiene forma ovalada, y está formada por una torre fuerte también circular por la que se accede y la sala oval que la sucede. Fue construida por los Condes de Hervías dueños de la finca dónde se sitúa.
- Iglesia de la Virgen del Carmen: Es la iglesia parroquial de Casas Blancas. Construida en 1960 es de estilo de los pueblo de colonización, realizados por el Instituto Nacional de Colonización. Se advocó a la virgen del Carmen en honor a la mujer de don Pedro Careaga, fundador del pueblo, doña Carmen Salazar y Chávarri.[10]

## Administración
| Periodo   | Nombre                        | Partido |
| --------- | ----------------------------- | ------- |
| 1979-1983 | David Peciña Riaño            | UCD     |
| 1983-1987 | Paulino Vitores Majuelo       | AP      |
| 1987-1991 | Paulino Vitores Majuelo       | AP      |
| 1991-1995 | Eduardo Villaverde Vicario    | PSOE    |
| 1995-1999 | Pilar Villaverde Vicario      | PSOE    |
| 1999-2003 | Pilar Villaverde Vicario      | PSOE    |
| 2003-2007 | José Manuel Hernáez Lumbreras | PP      |
| 2007-2011 | José Manuel Hernáez Lumbreras | PP      |
| 2011-2015 | José Manuel Hernáez Lumbreras | PP      |
| 2015-2019 | Silvia Muñoz Pérez            | PP      |
| 2019-2023 | Silvia Muñoz Pérez            | PP      |

## Aeródromo
Se puede acceder a él por autopista desde Bilbao (1 hora), Vitoria (25 minutos), Burgos (30 minutos) y Logroño (35 minutos).
La pista es de 17/35, de tierra compactada y 700 metros de longitud. La anchura es de 90 metros y las coordenadas N 42°28′45″, W 2º 52’ 18"

### Características
- El campo cuenta con un depósito de gasolina sin plomo de 95 octanos. Mejor llamar previamente para confirmar que esté lleno.
- Tiene una ligera pendiente en sentido descendente.
- En la cabecera norte hay árboles de cuatro metros de altura.
- Los tráficos son siempre al este del aeródromo para no molestar a los caballos de la granja escuela al oeste del mismo y la altura de tráfico son 150 metros agl (500 pies)
- Con vientos laterales conviene entrar con exceso de velocidad, ya que las encinas pueden desventar y hacen el aterrizaje muy interesante.